# Drymaeus acervatus
Drymaeus acervatus é uma espécie de gastrópode  da família Bulimulidae.
É endémica do Brasil.